# Macrolepiota albuminosa
Macrolepiota albuminosa, або термітний гриб, — це вид пластинчастих грибів родини Agaricaceae, який є облігатним симбіонтом термітів. Плодові тіла (гриби) гриба їстівні.  Він росте з термітаріїв на трав'янистих полях, на схилах пагорбів і на кордонах лісів у Китаї,  В'єтнамі, Індії та інших місцях.

## Таксономія
Вперше науково описаний як Agaricus albuminosus англійським мікологом Майлзом Джозефом Берклі в 1847 році, він був перенесений до роду Termitomyces у 1941 році французьким ботаніком Роджером Хеймом і в 1972 році до роду Macrolepiota британським мікологом Девідом Пеглером.  Під усіма цими назвами він фігурує в науковій літературі.

## Опис
Плодове тіло Macrolepiota albuminosa формується на ніжці до 25 см (10 дюйм) довгій та роздутій біля основи. Залишки покривала утворюють кільце біля верхівки стебла. Капелюшок спочатку має конічну форму, стає з горбкуватим виступом у центрі, коли вона відкривається та сплющується з віком, іноді розколюючись по краях. Шкірка капелюшка легко знімається. Шапка білувата або блідо-коричнева, з темнішим центром, зябра білі, ніжка біла. Відбиток спор насичено-рожевий. 

## Екологія
Macrolepiota albuminosa — це гриб, який використовують терміти Odontotermes obesus у грибних садах, розташованих у їхніх підземних гніздах.  Терміти збирають і пережовують мертву деревину, опад листя та інші рослинні залишки, відкладаючи фекалії в грибний сад, розташований у центральній камері їх гнізда. Гіфи гриба проростають, і терміти харчуються нитками гриба. Періодично гриб викидає на поверхню землі гіфи, де утворюються грибоподібні плодові тіла.   Ймовірно грибок потрапляє в новостворену колонію термітів через діяльність термітів, які збирають спори з навколишнього середовища.  Цей гриб їстівний, його збирають у дикій природі на півночі Індії у вересні, приблизно на місяць пізніше, ніж досить подібний, але менший Macrolepiota heimii. 

## Використання
Цей гриб росте в Китаї в провінціях Юньнань, Сичуань, Гуйчжоу і Гуандун. Його описують як «м’ясистий, жирний, шовковисто-білий, хрусткий і освіжаючий, свіжий і смачний, багатий поживними речовинами». Він також використовується в традиційній медицині для різних цілей, включаючи підвищення імунної системи, живлення крові та запобігання раку кишечника. Робляться спроби культивувати його в лабораторії за різних умов температури, рН і різних джерел вуглецю та азоту, щоб визначити його оптимальні потреби. 